# Ferenc Török (Moderner Fünfkämpfer)
Ferenc Török (* 3. August 1935 in Budapest) ist ein ehemaliger ungarischer Moderner Fünfkämpfer, der 1964 und 1968 olympische Goldmedaillen gewann.
Bei der Weltmeisterschaft 1961 rückte Török für den Olympiasieger Ferenc Németh ins ungarische Team, die Mannschaft mit András Balczó und Imre Nagy belegte den zweiten Platz hinter dem sowjetischen Team. 1962 wurden die drei Fünfkämpfer erneut Vizeweltmeister, Török belegte den dritten Platz in der Einzelwertung. 1963 bei der Weltmeisterschaft in Magglingen siegte in der Einzelwertung Balczó vor Török, zusammen mit István Móna wurden die beiden auch Mannschaftsweltmeister. Bei der Heimreise fand der ungarische Zoll bei Balczó und Móna verbotene Waren. Der ungarische Verband sperrte daraufhin  beide für die Olympischen Spiele 1964 in Tokio. Dort trat die ungarische Mannschaft nun mit Ferenc Török, dem erfahrenen Imre Nagy und Ottó Török an, Ottó war Ferencs jüngerer Bruder. Ferenc Török gewann in der Einzelwertung Gold, Nagy wurde Siebter und Ottó Török belegte Platz 26, womit die Mannschaft knapp hinter den US-Amerikanern und knapp vor den Schweden Bronze gewann, die sowjetische Mannschaft siegte mit großem Vorsprung. Ferenc Török wurde 1964 zum ungarischen Sportler des Jahres gewählt.
Bei der Weltmeisterschaft 1965 in Leipzig waren Balczó und Móna wieder dabei. In der Einzelwertung gewann Balczó, Török wurde Dritter und die Mannschaft wurde gemeinsam mit Móna Weltmeister. 1966 in Melbourne wiederholte sich das Ergebnis Trök wurde Dritter, Balczó Einzelweltmeister und alle drei gewannen die Mannschaftsweltmeisterschaft. 1967 in Jönköping siegten Balczó und die ungarische Mannschaft zum vierten Mal in Folge, in der Einzelwertung wurde Török vom jungen Schweden Björn Ferm aus den Medaillenrängen gedrängt. Zu den Olympischen Spielen 1968 in Mexiko-Stadt fuhren Balczó, Móna und Török als deutliche Favoriten. Sie siegten auch in Mexiko-Stadt, wobei Török als Zwölfter diesmal nur drittstärkster Ungar war, während Balczó als Bester nur Silber hinter Ferm gewann.
Nach den Olympischen Spielen 1968 beendeten die beiden promovierten Móna und Török ihre sportliche Laufbahn, nur Balczó setzte seine Karriere fort und gewann dann 1972 doch noch Einzelgold.
Ferenc Török war anfänglich Richter in Budapest, später eröffnete er eine Anwaltskanzlei. Von 1990 bis 1994 war er als Mitglied der Freien Demokraten im Parlament.
Sein Schwiegersohn Péter Abay gewann 1992 olympisches Silber im Fechten.